# Airbus A300
Airbus A300 (фр.: [ɛʁbys] ( прослухати), укр. Ерб́юс, англ.: [ˈɛərbʌs] — укр. Ейрб́ас) — перший літак, збудований компанією Airbus, яка була результатом злиття різних літакобудівних підприємств Європи, а зараз повністю належить EADS. Розробка повинна була порушити панівне становище на ринку компанії Боїнг. Водночас це був перший двомоторний широкофюзеляжний літак у світі. Літак вміщає 266 пасажирів у двокласовому варіанті, з максимальною дальністю польоту 4 070 морських миль (7 540 км). 2005 року авіакомпанії світу експлуатували 407 літаків А300 всіх моделей. Виробництво літаків цього типу було припинене в липні 2007 року, разом з моделлю A310.

## Модифікації

### А300 В1— А300 В2
Спорудження першого дослідного літака А300 В1 почалося у вересні 1969 року. Перший політ відбувся 28 жовтня 1972 року, а наприкінці червня 1973 — перший політ літака А300 B2, фюзеляж якого був подовжений на 2,6 м. По завершенні льотних випробувань, в яких брали участь 4 літаки, в середині березня 1974 року її сертифікували у Франції і ФРН, а наприкінці травня 1974 року — в США. Тоді ж почалося і серійне виробництво нових лайнерів. Перший літак був поставлений в травні 1974 року. Спочатку на ринку з'явилися лайнери А300 В2-100 з двигунами General Electric CF6-50C.

### А300 В4

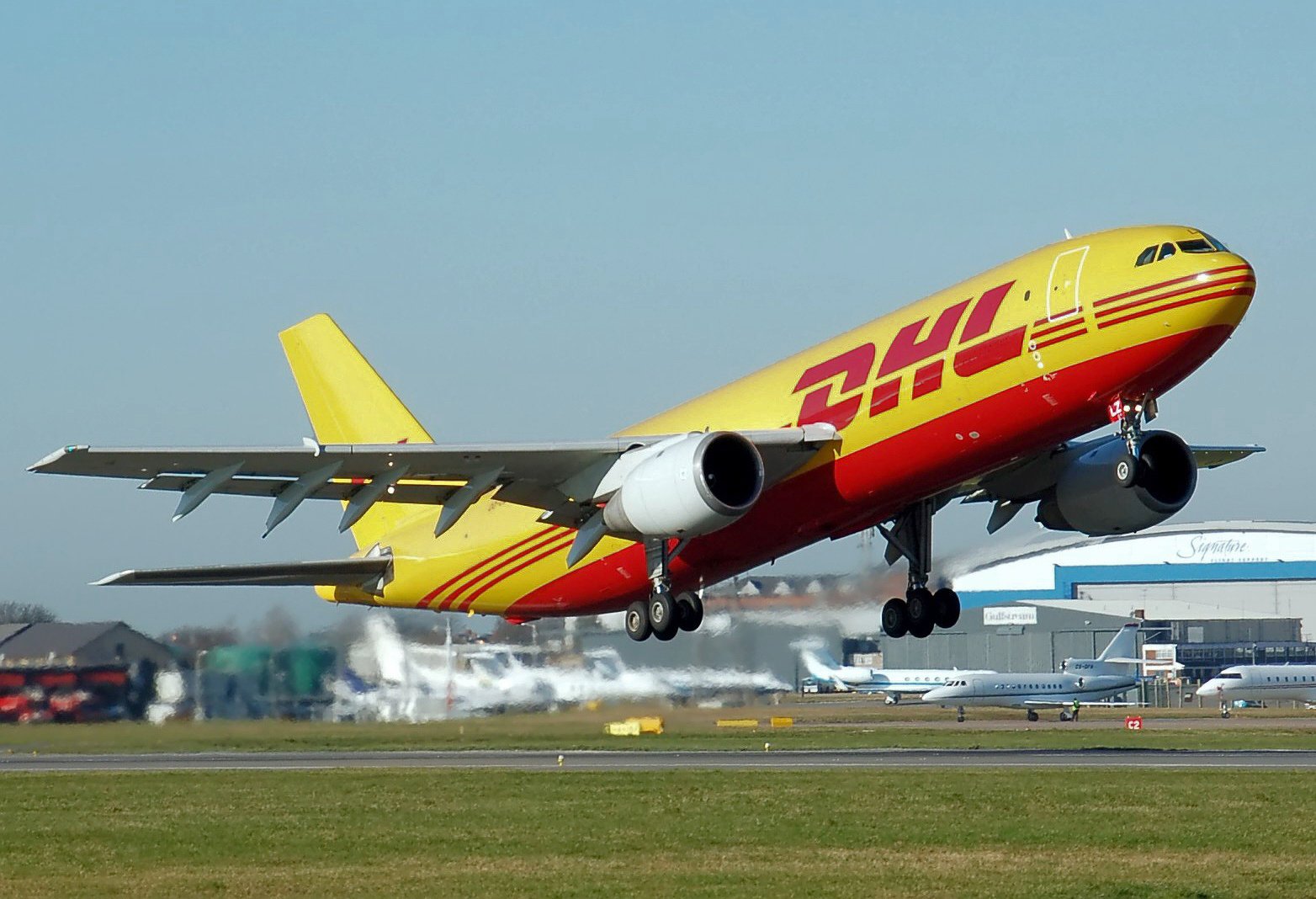
A300B4-200 авіакомпанії DHL

Наступною модифікацією став А300 В4 з поліпшеними характеристиками та збільшеною дальністю польоту. Перший політ дослідного зразка літака відбувся 26 грудня 1974 року. Цю модель сертифікували в березні 1975. Регулярна експлуатація літака почалася в травні 1975 року.

### А300 C4 та A300 F4
А300 В і досвід його розробки послугували базою для подальшої діяльності консорціуму Airbus. На основі пасажирського літака були створені вантажопасажирський варіант А300 C4 та вантажний — A300 F4. Однак широкого розповсюдження вони не отримали — всього було побудовано чотири одиниці. В кабіні могли розміститися до 20 вантажних піддонів, а в нижніх вантажних відсіках — до 20 контейнерів типу LD3 загальною масою до 40 т.

### А300-600

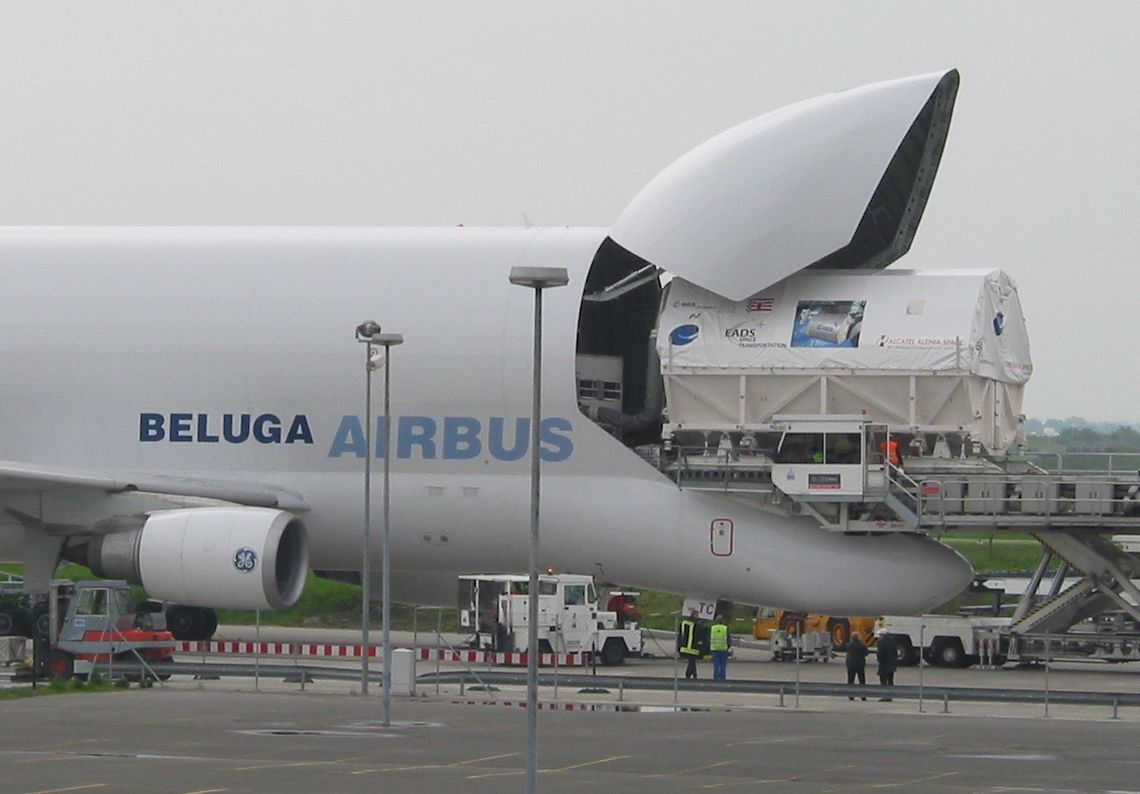
Airbus Beluga в аеропорті міста Бремен під час завантаження за допомогою модуля Columbus деталей для Міжнародної космічної станції

Наприкінці 1980 року. консорціум почав розробку вдосконаленого варіанту — А300-600 для авіаліній середньої та дальньої протяжності. Роботу над цією моделлю консорціум розпочав наприкінці 1980. Дослідний екземпляр (з двигунами JT9D-7R4H1) виконав перший політ 8 липня 1983 року. На початку березня 1984 він був сертифікований у Франції. У березні 1985 року завершилася сертифікація варіанту літака з двигунами CF6-80C2, а у вересні почалися його поставки. Першою цю модель отримала таїландська авіакомпанія Thai Airways.

### A300-600 R

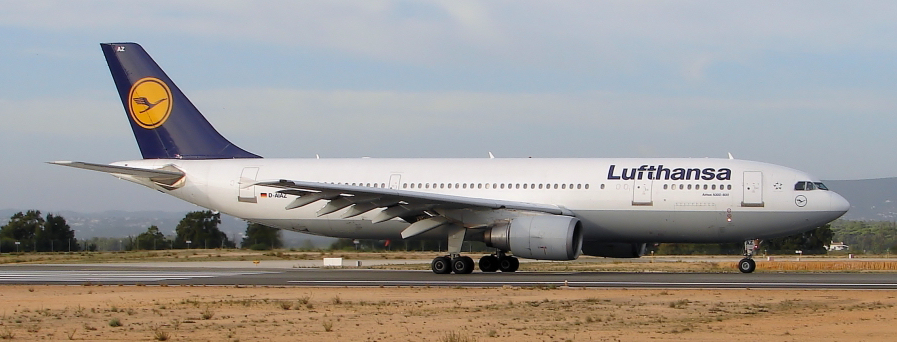
Airbus A300-600R авіакомпанії Lufthansa

На базі А300-600 був розроблений варіант із збільшеною дальністю польоту — A300-600 R. Його створення Airbus розпочав 1985 року. Перший політ A300-600R (з двигунами General Electric CF6-80C2A5) відбувся 9 грудня 1987 року. У березні 1988 завершилася його сертифікація в Європі і США. Перший літак був поставлений наприкінці квітня 1988 року американській авіакомпанії American Airlines. Наприкінці вересня 1988 відбувся перший політ варіанту з двигунами підприємства Pratt & Whitney, поставки ж почалися в листопаді 1988 року. У березні 1990 літак A300-600R, оснащений двигунами компанії General Electric, був сертифікований FAA на відповідність вимогам ETOPS до дводвигунових магістральних літаків, згідно з якими літак може виконувати протягом 180 хвилин політ до запасного аеродрому з одним працюючим двигуном. A300-600R випускали серійно з 1987 року. До початку 1996 було поставлено 148 літаків цієї моделі.

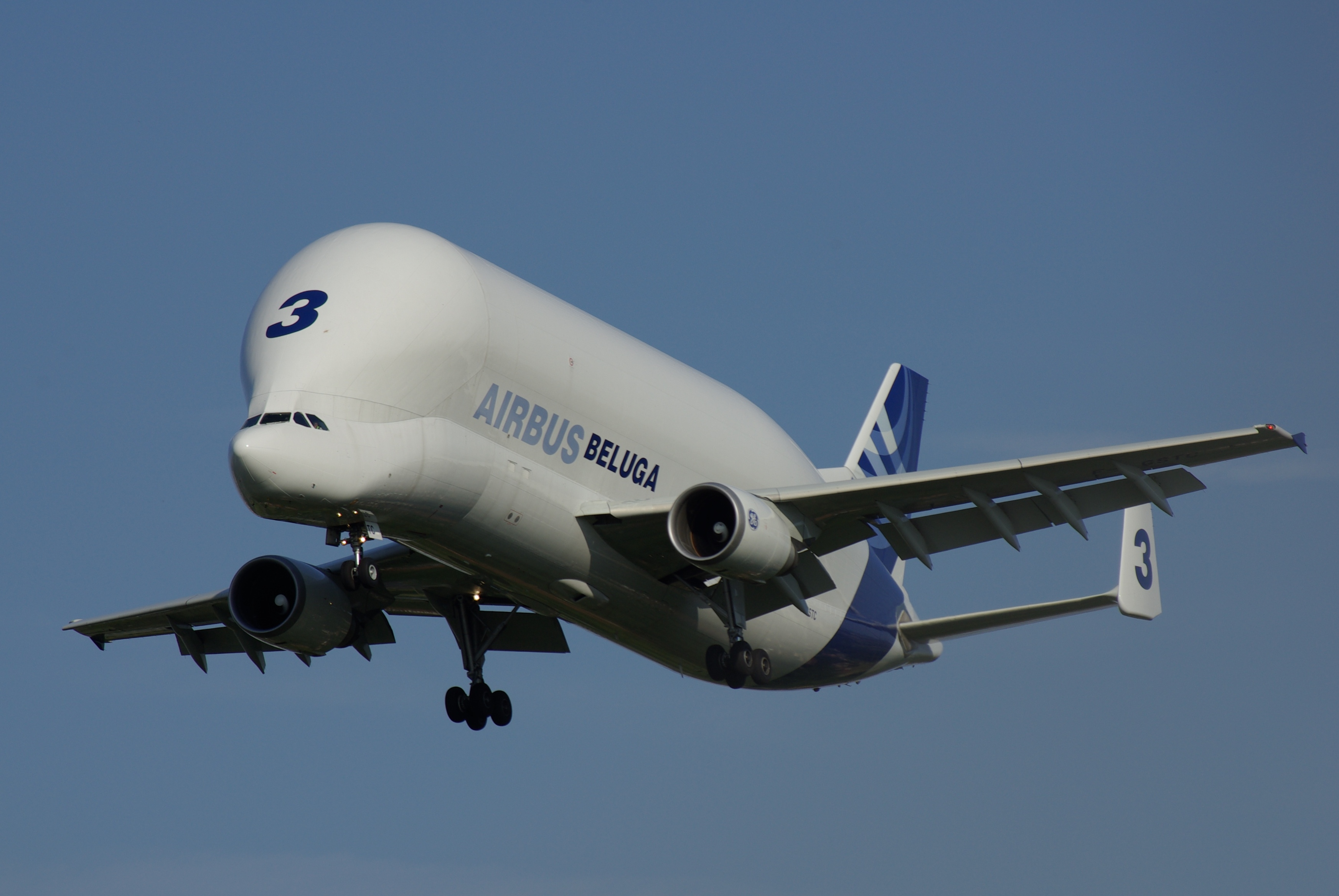
Airbus Beluga

### A300-600ST Beluga
На основі літака A300-600R спеціально створеною компанією SATIC був розроблений вантажний літак A300-600ST Beluga, призначений для перевезення великогабаритних конструкцій (секцій фюзеляжу, консолей крила, поверхонь оперення та двигунів) для пасажирських літаків консорціуму Airbus із заводів-виготовлювачів до Франції на складальний комплекс в Колом'ї (передмістя Тулузи). У кабіні літака можна перевозити вантажі масою до 45 т на відстань 2 700 км.

### А300 ZERO-G
В 1997 році Національний центр з досліджень космічного простору Франції одержав модифікований літак А300 ZERO-G для імітації умов невагомості.

## Конструкція літака
Під час розробки A300 було майже неможливо уявити, що літак з двома турбінами зможе здійснювати трансатлантичні та тихоокеанські польоти. Тому літак здійснював лише континентальні польоти. Пізніше обмежена дальність польоту стала великим недоліком літака.
Спочатку на ринку з'явилися лайнери А300 В2-100 з двигунами General Electric CF6-50C. Наприкінці 1976 року почалися поставки літаків А300 В2-200, які оснащували ТРДД Pratt & Whitney JT9D-59A. Наступною була модифікація А300 В4. Літак оснащений аналоговим комплексом авіоніки з виведенням інформації на електромеханічні індикатори. Для індонезійської авіакомпанії розробили кабіну екіпажа спеціальної конструкції (з приладовою дошкою, де зосереджені всі необхідні індикатори) — за так званою концепцією FFCC (Forward Facing Crew Cockpit).
Вантажопасажирський варіант А300 С4 і вантажний — A300 F4 мали по лівому борту фюзеляжу вантажні двері розміром 3,58×2,56 м, розташовані перед крилом.

### А300-600
У конструкції А300-600 використовували передню та центральну секції фюзеляжу, а також крила літаків А300В2/В4, а хвостову частину фюзеляжу узяли від літака А310. Кабіна екіпажу стала такою ж, як і на А310, цифрові комплекси авіоніки — EFIS та ЕСАМ — також були взяті з моделі А310. З метою забезпечення необхідного відцентрування, фюзеляж був подовжений на 0,53 м, на кінцях крила встановили «крильця». Дослідний екземпляр (з двигунами JT9D-7R4H1), а сертифікований варіант літака з двигунами CF6-80C2.

### A300-600R
Для збільшення дальності польоту додатковий паливний бак моделі A300-600R місткістю 6150 л розмістили в горизонтальному оперенні. Це дозволило вирішити ще одну задачу — за допомогою системи перекачування палива стало можливо управляти балансуванням літака у польоті (вперше подібну систему використовували на літаку A310-300). Двигуни — General Electric CF6-80C2A5 та Pratt & Whitney.

### A300-600ST Beluga
Літак відрізняється збільшеним до 7,7 м діаметром фюзеляжу та носовим обтічником, що відкривається вгору. На кінцях горизонтального оперення встановлено дві «шайби».

## Виробництво літаків
Найбільша кількість одиниць вироблялася як суто пасажирські літаки, розраховані приблизно на 250 місць, хоча вироблялись як переобладнані екземпляри (A300 C4), так і повністю вантажні машини (A300 F4). З середини 1990-х років вироблявся лише один вантажний варіант A300, A300F4-600R. До травня 2005 надійшло 135 замовлень.
У липні 2007 виробництво A300 було припинено, щоб використовувати виробничі потужності для збірки новіших серій аеробусів. Останній літак цього типу був поставлено у 2007 році в модифікації A300F4-600R для вантажної авіакомпанії FedEx. За весь час було вироблено 561 широкофюзеляжний літак A300. В експлуатації станом на жовтень 2008 року знаходилося 412 літаків цього типу.

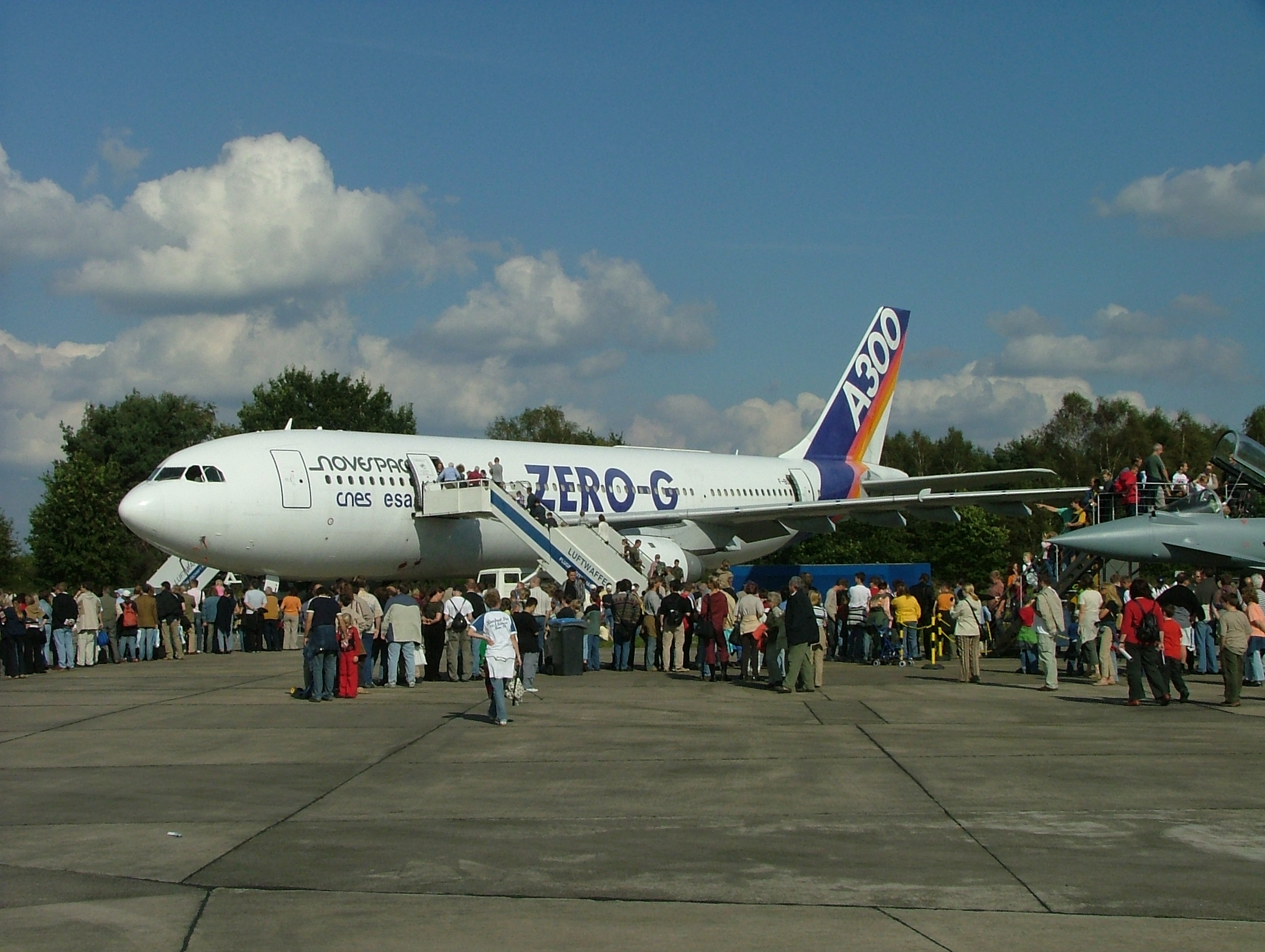
A300 ZERO-G

Виробництва Airbus розташовуються в різних країнах Європи. Корпусні деталі роблять у Великій Британії, інші компоненти у Франції та Німеччині. Між заводами частини транспортуються літаками та автомобільним транспортом.
У Франції (Тулуза) виробляються придатні для польоту, але необроблені машини. Внутрішнє оздоблення, як заключна дія відбувається в Гамбурзі-Фінкенвердері, потім літак перелітає в Тулузу, а після цього доставляється клієнтам. Така схема виробництва унікальна та існує лише у Airbus, хоча завжди були спроби її відтворити, насамперед у Франції, але поки вони залишаються лише спробами.
Оскільки частини літака постійно збільшувались і не могли більше транспортуватися машиною Super Guppy, був розроблений спеціальний літак на базі A300-600 з позначенням A300-600 СВ, вироблений на сьогодні в кількості 5 екземплярів. Він відомий також під ім'ям Airbus Beluga.
Третій побудований екземпляр A300 (рік випуску 1973/серійний номер 003) був куплений у 1998 році французьким керуванням космічними польотами. Відтоді підприємство Novespace за її замовленням проводить параболічні польоти на цій машині. Літак відомий також під найменуванням A300-ZERO-G.

## Втрати
За даними на 26 серпня 2011 року було втрачено 30 літаків типу A300.
| Дата      | Бортовий номер | Місце катастрофи | Жертви    | Короткий опис                                                                             |  |
| --------- | -------------- | ---------------- | --------- | ----------------------------------------------------------------------------------------- |  |
| 17.03.82  | F-BVGK         | Сана             | 0/124     | При зльоті вибухнув другий двигун.                                                        |  |
| 18.12.83  | OY-KAA         | Куала-Лумпур     | 0/247     | Груба посадка, сідав під час зливи при мінімальній видимості.                             |  |
| 29.09.86  | VT-ELV         | Ченнаї           | 0/196     | Перерваний зліт, в двигун потрапив птах.                                                  |  |
| 21.09.87  | SU-BCA         | Луксор           | 5/5       | Розбився при посадці після тренувального польоту.                                         |  |
| 03.07.88  | EP-IBU         | Перська затока   | 290/290   | Збитий американською ракетою в нейтральних водах.                                         |  |
| 15.02.91  | 9K-AHF         | Мосул            | 0/0       | Захоплений у Кувейту, знищений під час операції «Буря в пустелі».                         |  |
| 15.02.91  | 9K-AHG         | Мосул            | 0/0       | Захоплений у Кувейту, знищений під час операції «Буря в пустелі».                         |  |
| 28.09.92  | AP-BCP         | Катманду         | 167/167   | Розбився в горах при заході на посадку.                                                   |  |
| 24.04.93  | F-BUAE         | Монпельє         | 0/324     | Зачепив освітлювальну щоглу при буксируванні, списаний.                                   |  |
| 15.11.93  | VT-EDV         | Тірупаті         | 0/262     | Вичерпав паливо та здійснив аварійну посадку.                                             |  |
| 26.04.94  | B-1816         | Наґоя            | 264/271   | Розбився при заході на друге коло через грубі помилки екіпажу.                            |  |
| 10.08.94  | HL7296         | Чеджу            | 0/160     | Вилетів за межі ЗПС під час посадки з великою швидкістю.                                  |  |
| 22.10.94  | HS-THO         | Бангкок          | 0/н.д.    | При пробному запуску двигунів зіткнувся з іншим літаком.                                  |  |
| 26.12.94  | F-GBEC         | Марсель          | 3/170     | Захоплений алжирськими терористами, узятий штурмом.                                       |  |
| 17.05.96  | TC-ALP         | Стамбул          | 0/н.д.    | Згорів в ангарі.                                                                          |  |
| 26.09.97  | PK-GAI         | Медан            | 234/234   | Розбився при заході на посадку, екіпаж не зрозумів диспетчерів.                           |  |
| 16.02.98  | B-1814         | Тайбей           | 7+196/196 | Розбився при заході на друге коло.                                                        |  |
| 24.03.99  | A6-PFD         | Родос            | 0/271     | При посадці не спрацювала система гальмування.                                            |  |
| 02.02.00  | EP-IBR         | Тегеран          | 8+0/0     | На ангар з Аеробусом звалився Lockheed C-130 Hercules.                                    |  |
| 12.02.00  | TU-TAT         | Дакар            | 0/182     | При русі до ЗПС з працюючими двигунами зломилися стійка шасі.                             |  |
| 17.10.01  | AP-BCJ         | Дубай            | 0/205     | При посадці зломилися стійка шасі.                                                        |  |
| 12.11.01  | N14053         | Нью-Йорк         | 5+260/260 | Руйнування керма керування в сильну турбулентність. Одна з версій — помилкові дії пілота. |  |
| 08.03.02  | VT-EFW         | Делі             | 0/5       | Через помилки техніків переднє шасі заклинило та зломилося.                               |  |
| 01.03.04  | AP-BBA         | Джидда           | 0/273     | При зльоті дві шини вибухнули, їх затягнуло в двигуни.                                    |  |
| 23.03.07  | YA-BAD         | Стамбул          | 0/н.д.    | При посадці викотився з ЗПС та накренився на праве крило.                                 |  |
| 19.04.07  | A7-ABV         | Абу-Дабі         | 0/0       | Згорів в ангарі.                                                                          |  |
| 02.03.10  | TC-ACB         | Баграм           | 0/5       | При посадці зломилися стійка шасі, списаний.                                              |  |
| 13.04.10  | XA-TUE         | Монтеррей        | 2+5/5     | Вантажний рейс, розбився при заході на посадку.                                           |  |
| xx.04.10  | XA-TVU         | Мехіко           | 0/0       | При техобслуговуванні кран впав і пошкодив крило. Списаний.                               |  |
| 25.08.11  | 5A-IAY         | Триполі          | 0/0       | Знищений на стоянці під час боїв за аеропорт.                                             |  |
| 25.08.11  | 5A-DLZ         | Триполі          | 0/0       | Знищений на стоянці під час боїв за аеропорт.                                             |  |
| ПІДСУМОК: | 30 літаків     | 22 країни        | 1760/3848 |                                                                                           |  |

## Технічні дані
|                         |                                                                               | |
|                         | A300B2/B4                                                                     | A300-600R |
| Тип                     | Середньої та великої дальності                                                | Середньої та великої дальності                                                                               |
| Довжина                 | 53,62 м                                                                       | 54,08 м |
| Розмах крил             | 44,84 м                                                                       | 44,48 м |
| Площа несучих поверхонь | 260,00 м ²                                                                    | 260,00 м ²                                                                                                   |
| Висота                  | 16,53 м                                                                       | 16,62 м |
| Двигуни                 | 2 ТРДД тягою 227кН- 236кН Pratt & Whitney JT9D-9 General Electric CF6-80-C2A5 | 2 ТРДД тягою 249кН- 273,6кН Pratt & Whitney JT9D-7R4H1, PW 4158 General Electric CF6-80-C2A1 або CF6-80-C2A5 |
| Максимальна швидкість   | 917 км/год                                                                    | 890 км/год на висоті 7.620 м                                                                                 |
| Крейсерська швидкість   | 847 км/год                                                                    | 875 км/год на висоті 9.450 м                                                                                 |
| Дальність               | A300B2 — 3430 км з 269 пасажирами, A300B4 — 5375 км з 269 пасажирами          | 6.968 км з 267 пасажирами та двигунами PW4156                                                                |
| Маса порожнього         | A300B2 — 79.600 кг, A300B4 — 88.500 кг                                        | 78.201 кг з двигунами PW4156                                                                                 |
| Макс. злітна вага       | A300B2 — 142.000 кг, A300B4 −165.000 кг                                       | 165.000 кг з двигунами PW4156                                                                                |